# Aarhus (dokumentarfilm fra 1947)
 For alternative betydninger, se Aarhus (flertydig). (Se også artikler, som begynder med Aarhus)
Aarhus er en dansk dokumentarfilm fra 1947 instrueret af Theodor Christensen efter eget manuskript.

## Handling
Theodor Christensen udtaler om filmen: "Aarhus-Filmen vil blive noget nyt indenfor turistfilmens rækker, idet vi lægger Vægt på at trænge tværs gennem byens pulserende Liv ind til dens kærne, og herfra viser vi i store linjer byens opbygning og udvikling" (interview i Demokraten, 20/5 1947).
Filmen falder ifølge instruktøren i tre dele; en historisk indledning, hvor man fremstiller byens udvikling, et midterafsnit om byen anno 1947 med fokus på opbygning, industri, handel og organisation, samt en del, der viser århusianernes fritidsliv og deres indstilling til turismen.